# 胡小孩
胡小孩（1930年5月1日—），原名胡啸孩，上海人，中国越剧编剧。1971年，任浙江越剧团编剧。代表作品有越剧《花烛泪》《大观园》《三篙恨》，戏曲电视剧《一鸟九命》《孟丽君》《陈三两》《田螺姑娘》等。

## 家庭
其女胡泽红曾在1987年电视剧《红楼梦》中饰演贾惜春。

## 资料来源
1. ↑  .   [2010-03-21]. （原始内容存档于2016-03-04）.
2. ↑  .   [2010-03-21]. （原始内容存档于2019-11-01）.